# George Andrews (mathématicien)
Pour les articles homonymes, voir George Andrews et Andrews.
George Eyre Andrews (4 décembre 1938 à Salem, Oregon) est un mathématicien américain, spécialisé en analyse, combinatoire et théorie des nombres.

## Biographie
Diplômé de l'université d'État de l'Oregon (B.S. et M.A. en 1960), George Andrews a soutenu sa thèse (Ph.D.) en 1964 sous la direction de Hans Rademacher à l'université d'État de Pennsylvanie. Toute sa carrière d'enseignant s'est déroulée depuis dans cette même université, où il est devenu professeur en 1970, puis « Evan Pugh (en) Professor » de mathématiques en 1981. Dans le même temps, il a été professeur associé ou invité en de nombreuses universités d'Amérique du Nord et d'Europe, ainsi que d'Australie, Nouvelle-Zélande et Afrique du Sud.
George Andrews a publié plusieurs monographies et plus de 250 articles de recherche et de vulgarisation sur les q-séries, les fonctions spéciales, la combinatoire et leurs applications. Il est considéré comme le premier expert mondial en théorie des partitions ; son livre The Theory of Partitions est l'ouvrage de référence sur le sujet. En marge de ses travaux de recherche personnels, on lui doit en 1976 la découverte du « cahier perdu » de Srinivasa Ramanujan, à la bibliothèque de Trinity College. Très concerné par les questions de pédagogie des mathématiques, George Andrews a également publié sur ce sujet des articles où il exprime ses critiques envers les tendances actuelles de l'enseignement.
Membre de l'Académie nationale des sciences des États-Unis et de l'Académie américaine des arts et des sciences, George Andrews a été président de la Société mathématique américaine, dont il est fellow depuis 2012. Il est également honoré par de nombreux établissements universitaires dans le monde.

## Éléments de bibliographie
- Number theory, Dover Publications, 1994  (ISBN 0-486-68252-8)
- The Theory of Partitions, Cambridge University Press, 1998  (ISBN 0-521-63766-X)
- Special functions (avec Richard Askey et Ranjan Roy), Encyclopedia of Mathematics and Its Applications, The University Press, Cambridge, 1999
- Integer Partitions (avec Kimmo Eriksson), Cambridge University Press, 2004  (ISBN 0-521-84118-6)
- Ramanujan's Lost Notebook: Part I (avec Bruce C. Berndt), Springer, 2005  (ISBN 0-387-25529-X)
- Ramanujan's Lost Notebook: Part II (avec Bruce C. Berndt), Springer, 2008  (ISBN 978-0-387-77765-8)
- Selected Works of George E Andrews (with commentary), World Scientific Publishing, 2012  (ISBN 978-1-84816-666-0)